# Pieni Tynnyrijärvi
Pieni Tynnyrijärvi och Iso Tynnyrijärvi är sjöar i Finland. De ligger i kommunen Kivijärvi i landskapet Mellersta Finland, i den centrala delen av landet, 300 km norr om huvudstaden Helsingfors. Pieni Tynnyrijärvi ligger 167 meter över havet. I omgivningarna runt Pieni Tynnyrijärvi växer i huvudsak blandskog. Den är 23 meter djup. Arean är 16,9 hektar och strandlinjen är 3,31 kilometer lång. Sjön  ingår i Kymmene älvs huvudavrinningsområde. 